# Kemeneshőgyész
Kemeneshőgyész je vesnice v Maďarsku v župě Veszprém, spadající pod okres Pápa. Nachází se asi 15 km severozápadně od Pápy a 18 km severovýchodně od Celldömölku. V roce 2015 zde žilo 447 obyvatel, z nichž 95,2 % tvoří Maďaři.
Kemeneshőgyész leží na silnicích 8405 a 8412. Je přímo silničně spojen s obcemi Békás, Kemenesmagasi, Magyargencs a Szergény. Kolem vesnice protéká potok Börhend, který se vlévá do řeky Marcal.
V Kemeneshőgyészi se nachází katolický kostel Nagyboldogasszony-templom, evangelický kostel, hřbitov a zámek Rado-kastély.